# Iosefina Ștefănescu-Ugron
Iosefina Ștefănescu Ugron (în maghiară Jozefina Ugron; n. 3 ianuarie 1932, Covasna Băi, județul Covasna, România – d. 25 octombrie 2015) a fost jucătoare de handbal, căpitan al echipei naționale de handbal feminin care în 1962 a câștigat pe teren propriu singurul titlu mondial din istoria handbalului feminin românesc în 7 jucătoare. De asemenea, ea a câștigat de două ori titlul mondial la campionatul în 11 jucătoare, în 1956 și 1960.
Meciul din 1962 s-a jucat pe stadionul „Republicii”, în compania Danemarcei și a peste 15.000 de suporteri români. Echipa României a dispus în finala campionatului mondial din 1962 de echipa Danemarcei cu scorul de 8-5 (la pauză 5-2). Din echipa feminină a României făceau parte de asemenea Victorița Dumitrescu, Constanța Dumitrescu, Edeltraut Franz, Ana Boțan, Irina Hector, Anna Nemetz, Aurora Leonte și multe alte jucătoare de valoare.

## Distincții individuale
Pe 12 iulie 1956, la sediul Comitetului pentru Cultură Fizică și Sport de pe lângă Consiliul de Miniștri, a avut loc o  festivitate prin care Iosefinei Ugron și celorlalte handbaliste câștigătoare ale Campionatului Mondial din 1956 li s-a decernat titlul de Maestru Emerit al Sportului.
Pe 17 mai 1961, în prezența lui Ștefan Voitec, vicepreședintele Consiliului de Stat al Republicii Populare Române, a lui Grigore Geamănu, secretar al aceleiași instituții, și a altor demnitari, Iosefinei Ugron i-a fost înmânată medalia „Ordinului Muncii” clasa a II-a pentru câștigarea Cupei Campionilor Europeni.
În noiembrie 1968, nouă maestre emerite ale sportului, printre care și Iosefina Ștefănescu-Ugron, au fost premiate de Federația Română de Handbal.
Prin „Decretul nr. 905 din 31 mai 2009 privind conferirea Ordinului Meritul Sportiv”, Iosefina Ștefănescu-Ugron a fost decorată cu Ordinul Meritul Sportiv clasa I.